# Nicolas de Cholières
Nicolas de Cholières  (* 1509; † 1592) war ein französischer Schriftsteller.

## Leben und Werk
Cholières war Anwalt am Gerichtshof (parlement) von Grenoble. Er schrieb realistische Erzählungen, die dem Genre der „littérature bigarrée“ (bigarrée = buntscheckig) zuzurechnen sind, das zur gleichen Zeit auch von anderen französischen Autoren gepflegt wurde (Guillaume Bouchet, Bénigne Poissenot, Étienne Tabourot, Noël du Fail).

## Werke
- Oeuvres du seigneur de Cholières, Ausgabe vorbereitet von Edouard Tricotel (1828–1877), hrsg. von Damase Jouaust (1834–1893), (Vorwort von Paul Lacroix, 1806–1884), 2 Bde., Paris, Jouaust, 1879; Genf, Slatkine, 1969; Bassac, Plein chant, 1994.
  - 1. Les Matinées, 1585 (=Les Neuf Matinées du seigneur de Cholières, Paris, Jean Richer, 1585; Brüssel, Mertens, 1863).
  - 2. Les Après-dînées, 1587 (=Les Après-Disnées du seigneur de Cholières, Paris, Jean Richer, 1587)
- La Guerre des masles contre les femelles... avec les Meslanges poétiques du sieur de Cholières, Paris, P. Chevillot, 1588.
- Forest nuptiale où est représentée une variété bigarrées... de divers mariages selon qu’ils sont observez et pratiquez par plusieurs peuples et nations étrangères..., Paris, P. Bertault, 1600; Bruxelles, A. Mertens et fils, 1865 (mit Begleittext von Paul Lacroix).